# 殘忍的雷妮拉
〈殘忍的雷妮拉〉（英語：Rhaenyra the Cruel）是美國HBO奇幻劇情电视剧《龍族前傳》第二季的第二集。該集由莎拉·赫斯編劇，克萊爾·基爾納執導，並於2024年6月23日首播。
該集獲得大多數的正面評價，影評人稱讚其執導、編劇、配樂、攝影技術、伊利克與亞歷克之間的戰鬥、雷妮拉與戴蒙的爭論以及演員的演出（尤其是湯姆·格林-卡尼、艾瑪·達西、菲婭·薩班和瑞斯·伊凡斯）。

## 劇情

### 君臨
伊耿·坦格利安二世國王（湯姆·格林-卡尼 飾）在得知他的兒子傑赫里斯被謀殺後怒不可遏，召開御前會議想要向雷妮拉報仇，會議上賈斯皮·威爾德伯爵（保羅·肯尼迪（Paul Kennedy） 飾）則認為她可能是無辜的。奧托·海塔爾爵士（萊斯·伊凡 飾）向伊耿二世建議除了將這宗謀殺案定性為雷妮拉所為之外，更應為傑赫里斯舉辦一場公開葬禮以博取民眾的同情。葬禮時，亞莉森·海塔爾太后（奧利薇亞·庫克 飾）和海倫娜·坦格利安王后（菲婭·薩班 飾）沿途接受民眾們的哀悼，但海倫娜卻因兒子的死被用作政治手段而感到悲哀和不安。
“鮮血”在謀殺行動後被捕，拉里斯·史壯伯爵（馬修·尼德姆 飾）揮舞著刑具打算嚴刑逼供，“鮮血”馬上承認是戴蒙·坦格利安親王（馬特·史密斯 飾）僱用自己和另一個同夥－不知名的捕鼠人；盛怒的伊耿二世隨即用狼牙棒對「鮮血」頭部重擊將其活活打死，但伊耿二世和海倫娜之間也無法從痛失愛子的哀傷當中重建關係，亞莉森亦無法真正安慰他們。而伊蒙德·坦格利安王子（伊旺·米切爾 飾）則在逃脫暗殺後到一間妓院找老鴇尋求安慰，他向老鴇說自己以戴蒙作為追趕對象充滿信心，但對當時誤殺路斯里斯感到悔恨。修夫（基蘭·貝 飾）回家後照顧生病的女兒，妻子凱特（埃洛拉·托爾奇亞 飾）告訴他君臨因港口被封鎖而出現物資短缺，雞肉價格更大幅上漲。
克里斯頓·科爾爵士（法比恩·法蘭科 飾）非但沒有為自己未能保護傑赫里斯承擔責任，更將其歸咎於亞歷克·卡蓋爾爵士（盧克·提特恩索 飾），並自作主張命令亞歷克偽裝成他的雙胞胎兄弟伊利克·卡蓋爾爵士（埃利奧特·提特恩索 飾）潛入龍石島殺死雷妮拉。
由於無法確定“鮮血”同夥的確實身份，伊耿二世下令公開絞死所有僱用的捕鼠人（包括“乳酪”在內），奧托爵士因擔心此舉會激起民憤而怒斥他；兩人激烈地爭吵，伊耿二世隨即解除奧托爵士的職務，並任命克里斯頓爵士接替他成為新的國王之手。亞莉森得知消息後掌摑克里斯頓爵士，兩人隨後熱情地擁吻。

### 龍石島
雷妮拉·坦格利安女王（艾瑪·達西 飾）得知傑赫里斯被謀殺的消息後擔心自己的聲望和信譽會受到影響，御前會議的成員商討如何處理事件。雷妮拉質疑戴蒙在謀殺事件中的確實命令，指自己無法再信任他，並問他是否對她繼承王位感到不滿；戴蒙隨後騎龍飛往赫倫堡為“黑黨”招募盟友。貝拉·坦格利安（貝瑟妮·安東尼亞 飾）和傑卡里斯·瓦列利昂王子（哈利·科利特 飾）一起討論他們的家庭和未來。
雷妮拉盤問“白蠕蟲”彌賽麗亞（水野索諾亞 飾），但在一無所獲後不情願地釋放她。彌賽麗亞在離開龍石島時注意到亞歷克爵士的到來，她隨即通知了一名守衛。亞歷克爵士入侵雷妮拉的房間，他的兄弟伊利克爵士衝進來與他決鬥；雷妮拉讓她的女僕愛琳達（喬丹·史蒂文斯（Jordon Stevens） 飾）呼叫救援，洛倫特·馬爾布蘭爵士隨後到來。伊利克爵士在決鬥中殺死亞歷克爵士，但他亦悲痛欲絕地倒在劍上自殺了。

### 潮頭島
船殼鎮的埃林（阿布巴卡爾·薩利姆 飾）和他的兄弟船殼鎮的亞當（柯林頓·利伯蒂 飾）打招呼，兩人相約到亞當家中吃飯。亞當後來在海灘撿螃蟹時注意到頭頂上有一條龍在盤旋。

## 製作

### 編劇
〈殘忍的雷妮拉〉由莎拉·赫斯編劇，是她繼〈公主與王后〉和〈綠色會議〉之後為《龍族前傳》編劇的第三集。

### 拍攝
該集由克萊爾·基爾納執導，是她繼〈狹海之王〉、〈指引明路〉和〈綠色會議〉之後為該劇執導的第四集，亦是她與赫斯繼〈綠色會議〉之後在該劇的第二次合作。

### 演員
多個主要角色在該集首次出現，包括柯林頓·利伯蒂飾演的船殼鎮的亞當（Addam of Hull）、湯姆·班奈特飾演的白髮烏爾夫（Ulf the White）以及埃洛拉·托爾奇亞飾演的凱特（Kat）。利伯蒂和班奈特的選角於2023年12月宣布。

## 迴響

### 收視率
該集於2024年6月23日在HBO首播的美國總收視人數為130萬。

### 評價
該集獲得大多數的正面評價。根据評論匯總网站爛番茄汇总的14篇评论文章，100%的评论家给予该作正面评价，平均打分为7.20分（满分10分）。该网站总结的评论家共识是“〈殘忍的雷妮拉〉穿插著悲傷和報應，以嶄新的情感層次昇華了《龍族前傳》，同時也帶來了令人難忘的血腥反擊。”
《TV Fanatic》的海莉·惠特米爾·懷特（Haley Whitmire White）給該集四顆半星的評價（滿分五顆星）。《Den of Geek》的亞歷克·博哈拉德（Alec Bojalad）給該集四顆星的評價（滿分五顆星）並稱其為“該劇至今為止主題性更強的劇集之一”。《Screen Rant》的詹姆斯·亨特（James Hunt）之前曾對“鮮血”與“乳酪”的場景感到失望，但讚揚這一集對其後果的描述。他表彰該集引人入勝和情感豐富的人物描寫以及出色的演出，並將其描述為“讓血龍狂舞更接近真正火爆的又一可靠作品”。《漫画书资源网》的凱蒂·多爾（Katie Doll）給該集9分（滿分10分）的評價並寫道：“到本集結束時很明顯沒有人會贏得這場戰爭。《龍族前傳》讓每個人都以某種形式失敗……令人振奮的是一部奇幻劇竟能透過探索戰爭的各個方面及後果來使其變得人性化。結合了操縱性的爭權奪勢和令人心碎的動作場面，（該劇）有望成為一部引人入勝的奇幻戰爭劇。”《Collider》的卡莉·萊恩（Carly Lane）給該集8分（滿分10分）的評價，而《IGN》的海倫·奧哈拉則給該集7/10分的“出色”評價並寫道：“令人心情沉重的一集，幾乎所有主要演員都沉浸在悲傷之中。”《影音俱樂部》的凱莉·德雷（Kayleigh Dray）給該集評分為“B+”並寫道：“該集巧妙地以首播集的緊張氣氛為基礎編織了次要情節和戲劇性……這又是美麗精妙的一集，充滿懸念和安靜的憂鬱。”
影評人稱讚演員的演出，尤其是格林-卡尼、達西、薩班、伊凡斯和庫克。《Screen Rant》的亨特強調格林-卡尼的演出“太棒了”，特別是不僅展示了他的表演範圍，更還展示了伊耿的情感範圍。他還讚揚薩班和伊凡斯，指出薩班“用眼睛傳達如此多的信息，並揭示了悲傷父母的複雜性”，而對於伊凡斯則稱這是“他至今為止作為奧托的最佳演出”。《IndieWire》的普羅瑪·科斯拉（Proma Khosla）點名了薩班和格林-卡尼的出色表現，並稱庫克的表現“非常出色”。《TV Fanatic》的懷特和《影音俱樂部》的德雷也特別讚揚了格林-卡尼的演出，懷特形容他對悲傷父親的描繪“非常出色”，德雷則稱他為“本週的MVP”。《Den of Geek》的博哈拉德稱讚達西是“該劇最優秀的表演者之一”，稱讚他有能力“同等程度地捕捉到雷妮拉對戴蒙遲來的理解和自己的政治盲點”。《每日快報》的亞歷珊卓·布拉德（Alexandra Bullard）特別讚揚達西“出眾”和薩班“傑出”。
被許多影評人挑選出的特定場景包括伊利克與亞歷克之間的戰鬥、雷妮拉與戴蒙的爭論、奧托責罵伊耿以及雷妮拉與彌賽麗亞的互動。《IndieWire》的科斯拉將這場戰鬥描述為“提特恩索兄弟的一次盛大告別”，稱其“令人難忘”和“有影響力”，而《印度斯坦时报》的桑塔努·達斯（Santanu Das）則稱其為“本季至今為止最殘酷和最引人注目的時刻之一”。此外，影評人也讚揚了基爾納的執導、赫斯的編劇、賈瓦迪的配樂以及馬丁內斯的攝影技術。

## 外部連結
- 互联网电影数据库上殘忍的雷妮拉的资料（英文）

- 《殘忍的雷妮拉》（页面存档备份，存于）在HBO
- 爛番茄上《殘忍的雷妮拉》的資料（英文）